# 和仁亮裕
和仁 亮裕（わに あきひろ、1951年-）は、日本国及び米国ニューヨーク州弁護士。上智大学名誉教授。京都府出身。外国法共同事業法律事務所リンクレーターズマネージング・パートナー。国際スワップデリバティブ協会（ISDA）カウンセル、金融法委員会共同代表、金融庁金融審議会委員、上智大学法科大学院教授。

## 人物
渉外金融法務（特にキャピタル・マーケット分野）において高名。特にデリバティブ取引に関する名声が高い。

## 略歴
- 1975年3月　東京大学法学部卒業
- 1977年3月　東京大学大学院法学政治学研究科修士課程修了（法学修士）。
- 1979年4月　司法修習修了（31期）、弁護士登録（大阪弁護士会）。（財）比較法研究センター（京都）にて勤務。
- 1982年5月　米国コロンビア大学コロンビア・ロー・スクール修了（LL.M.）。
- 1982年8月　Hill Betts & Nash（ニューヨーク）にて勤務。
- 1983年7月　ニューヨーク州弁護士登録
- 1985年　大江橋法律事務所にて勤務
- 1987年6月　第一東京弁護士会に登録換え
- 1988年2月　Bank of Tokyo International Limited（ロンドン、東京銀行の現地法人）にて勤務
- 1988年8月　三井拓秀、安田三洋、前田博とともに三井安田法律事務所を設立、同事務所パートナー就任
- 1992年10月　東京大学大学院法学政治学研究科非常勤講師
- 1998年6月　金融法委員会共同代表
- 1998年7月　外国為替等審議会専門委員
- 1999年1月　金融審議会ホールセール・リーテイル　ワーキンググループ委員
- 1999年4月　早稲田大学大学院法学研究科非常勤講師
- 2001年4月　一橋大学大学院国際企業戦略研究科非常勤講師
- 2003年　金融審議会委員
- 2004年12月　三井安田法律事務所解散。安田三洋らとともにリンクレーターズ法律事務所を設立、同事務所パートナー就任
- 2005年4月　外国法共同事業法律事務所リンクレーターズに改組、マネージング・パートナー就任
- 2012年10月 リンクレーターズ東京オフィス、パートナー